# Ersa
Ersa, na mitologia grega, era filha de Selene e Zeus, irmã gêmea de Pandia, ambas representavam faces da lua.